# Чортківська гімназія № 2
Чортківська гімназія № 2 з початковою школою — середній освітній комунальний навчальний заклад Чортківської міської ради в м. Чорткові Тернопільської області.

## Історія
Цісарсько-королівська Губернія від 12 листопада 1824 року дозволила відкриття тривіальної школи в Чорткові при монастирі отців домініканців. Першим світським вчителем та її керівником став Миколай Левицький. У цій школі навчався бургомістр Чорткова Людвіг Носс та відомий письменник Карл-Еміль Францоз.
- 1859 — школу перенесено з монастиря до військових бараків, а 1860 — до винайнятого приватного будинку.
- 1862 — гміни Чорткова-міста, Старого Чорткова і Вигнанки купили будинок для розміщення навчального закладу та розпочали будівництво нового приміщення.
- 15 листопада 1866 — урочисто відкрито чотирикласну школу із німецькою мовою навчання. Від 1868 року почали навчати польською та українською мовами.
- 1907 — збудовано ще один корпус школи і перенесено в нього початкову школу, а в центральному корпусі відкрито  Чортківську державну гімназію імені Юліуша Словацького.
- 1909 — школу перебудували під державну вчительську семінарію.
- 1939 — польські школи перестали існувати після приєднання західно-українських земель до СРСР.
- 1944 — школа відновила свою роботу після перерви через Другу світову війну.
- 1946 — архівні документи стверджують, що школа була російською.
- 1967 — об'єднано два корпуси.
- 1991 — школа перейшла на українську мову.
- 1994 — припинився набір у російськомовні класи.
- 2023 — загальноосвітню школу реорганізували в гімназію з початковою школою[1].

## Гуртки та секції
Для розвитку і вдосконалення учнів у школі діють гуртки та секції:
- Науково-технічний;
- Фізкультурно-спортивний;
- Художньо-естетичний.

## Сучасність
У  класах школи навчається 365 учнів, тут викладають англійську та німецьку мови.

## Керівництво

### Директори
| Ім'я                             | Роки      | Світлини |
| -------------------------------- | --------- | -------- |
| Вінцентій Шпільчинський          |           |          |
| Людвіг Мошинський                |           |          |
| Юзеф Станкевич                   |           |          |
| Станіслав Матушевський           |           |          |
| Замрига Павло Григорович         | 1946—1949 |          |
| Лисенко В. В.                    | 1949—1950 |          |
| Зубченко Анатолій Семенович      | 1950—1954 |          |
| Буркут Григорій Олексійович      | 1954—1968 |          |
| Чекалюк Мартин Григорович        | 1968—1973 |          |
| Маркін Віктор Володимирович      | 1973—1981 |          |
| Чуйко Зінаїда Василівна          | 1981—1985 |          |
| Войтович Богдан Михайлович       | 1985—2012 |          |
| Кульчицький Руслан Володимирович | від 2012  |          |

### Адміністрація
- Білик Наталія Михайлівна — заступник директора з навчально-виховної роботи;
- Нестеренко Наталія Михайлівна — заступник директора з виховної роботи.

### Вчителі
У школі працює 41 вчитель.